# Nova Cançó
 (avril 2025).
Si vous disposez d'ouvrages ou d'articles de référence ou si vous connaissez des sites web de qualité traitant du thème abordé ici, merci de compléter l'article en donnant les références utiles à sa vérifiabilité et en les liant à la section « Notes et références ».

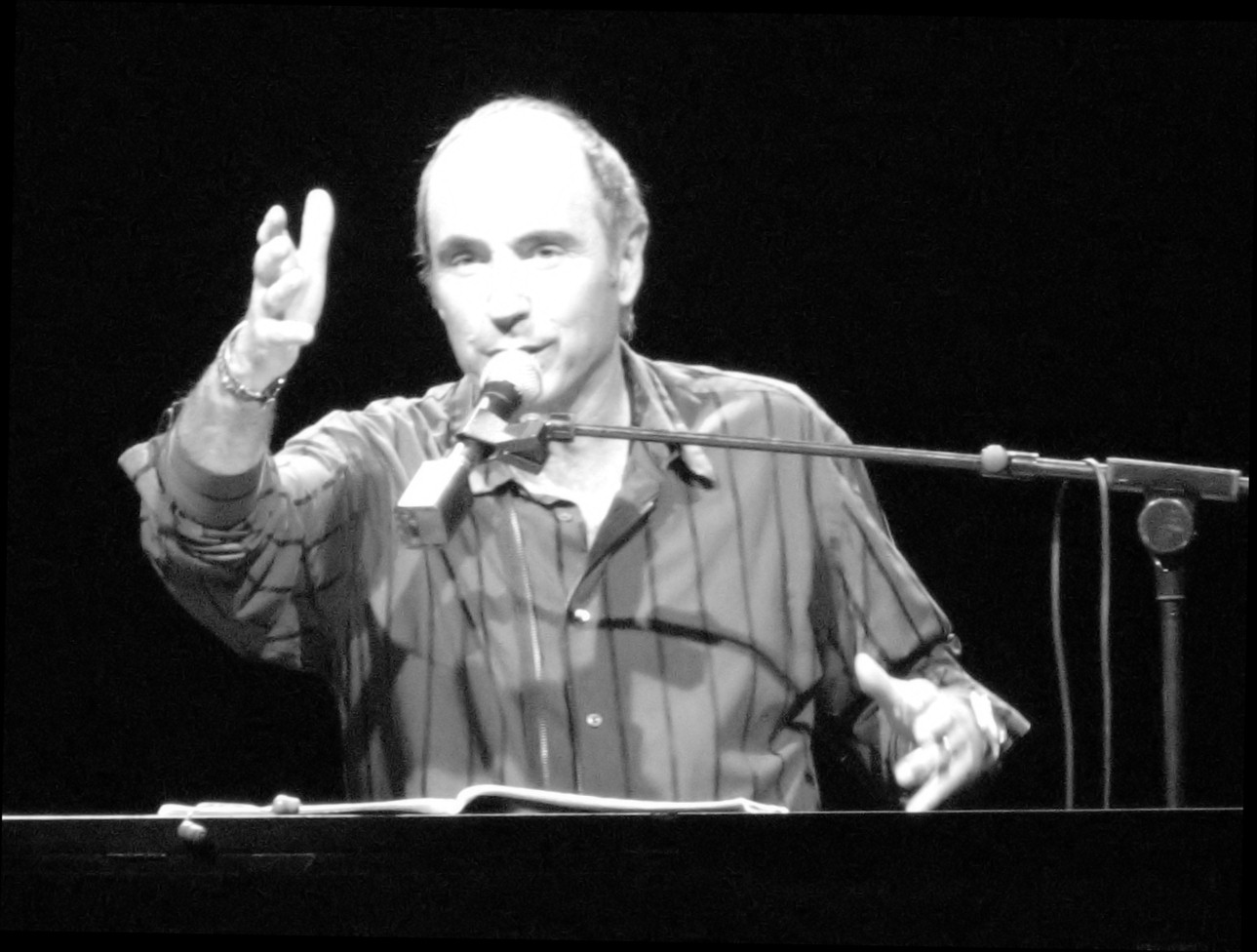
Lluís Llach, figure de proue du mouvement catalan

La Nova Cançó  (en français : « Nouvelle chanson ») est le nom donné au mouvement artistique et musical qui, sous le franquisme, donna son essor à l'utilisation du catalan dans le monde de la chanson tout en dénonçant les injustices et la dictature franquiste. 

## Contexte historique
Pour comprendre l’importance historique de la Nova Cançó, il faut la replacer dans un continuum de vingt ans de répression de la culture catalane sous le régime de Franco. Après la défaite des républicains lors de la guerre civile espagnole, la culture catalane est vue comme un obstacle à l’unité de l’Espagne et aux valeurs de l’hispanité promues par Franco. Le catalan est interdit dans les administrations ainsi que dans les espaces publics, mesures considérées par certains historiens comme une tentative de « génocide culturel »,,. La Nova Cançó émerge donc après plusieurs décennies d’absence de la culture catalane sur la sphère publique qui ne pouvait s’exprimer qu’en exil ou de manière très marginale et individuelle. En 1957, l’un des futurs fondateurs du groupe Els Setze Jutges, Josep M. Espinàs, présente une conférence intitulé « Georges Brassens, el trobador del nostre temps » (en français : « Georges Brassens, le troubadour de notre époque  », il traduit également ces premières chansons, dont la Nova Cançó va s’inspirer. Dans le même temps, en 1957 sortent deux EPs : Hermanas Serrano : Cantan en catalán los éxitos internacionales (La Voz de su Amo) et José Guardiola : Canta en catalán los éxitos internacionales (Regal) qui seront a posteriori considérées comme les premières chansons modernes en catalan. Ces évènements et ces artistes, avec Font Sellabona et Rudy Ventura vont participer à former la préhistoire de la Nova Cançó.
La fin des années 1950 coïncident également avec des changements plus généraux en Espagne. La période d’autarcie et de protectionnisme économique commence à prendre fin prend fin, et l’État franquiste est admis au comité des Nations unies, contraignant le gouvernement à améliorer son image à l’internationale. C’est dans ce contexte que va émerger des initiatives culturelles importantes dans les années 1960. En 1961, Edigsa, principale maison de disque porteuse de la Nueva Canço, est créée par Josep Espar i Ticó. Elle va être à l’initiative de la fondation de défense de la langue catalane Òmnium Cultural ainsi que l’édition du premier numéro de Cavall Fort. En 1962 sort le premier livre des Edicions 62, maison d’édition intégralement en langue catalane. Petit à petit, le catalan, initialement totalement interdit dans l’espace public va émerger dans certaines sphères marginales en Catalogne ; avec par exemple la publication de la revue Serra d’Or éditée par les Publications de l’Abbaye de Montserrat, qui change de nom en même temps qu’elle adopte le catalan comme langue de publication en 1959. C’est dans ce contexte de renouveau de la culture catalane que va émerger le mouvement de la Nova Cançó. 
Des mouvements identiques se formèrent en  Galice, Pays basque (Euskal Kantagintza Berria) et Castille.

## Personnalités de laNova Cançó
- Raimon (Pelegero Sanchis)
- Joan Ramon Bonet
- Maria del Mar Bonet

- Lluís Llach
- Teresa Rebull

- Marina Rosell

- Joan Manuel Serrat

- Jaume Sisa

### Documentaire
- La Catalogne, d'amour et de rébellion est un documentaire allemand réalisé par Henning Burk, de 2007